# Dioptromysis djiboutiensis
Dioptromysis djiboutiensis är en kräftdjursart som beskrevs av Mihai Bacescu 1979. Dioptromysis djiboutiensis ingår i släktet Dioptromysis och familjen Mysidae. Inga underarter finns listade i Catalogue of Life.